# أمارا موريكي كالي
أمارا موريكي كالي (بالفرنسية: Amara Kallé)‏ (مواليد 19 سبتمبر 1990 في باماكو - مالي) لاعب كرة قدم مالي يلعب حاليا لصالح نادي الدرجة الأولى أوكسير الفرنسي منذ 2008 في مركز قلب الدفاع.

## روابط خارجية
- أمارا موريكي كالي على موقع قاعدة بيانات كرة القدم.إي يو (الإنجليزية)
- أمارا موريكي كالي على موقع ناشيونال فوتبول تيمز (الإنجليزية)